# Synagoge (Parczew)

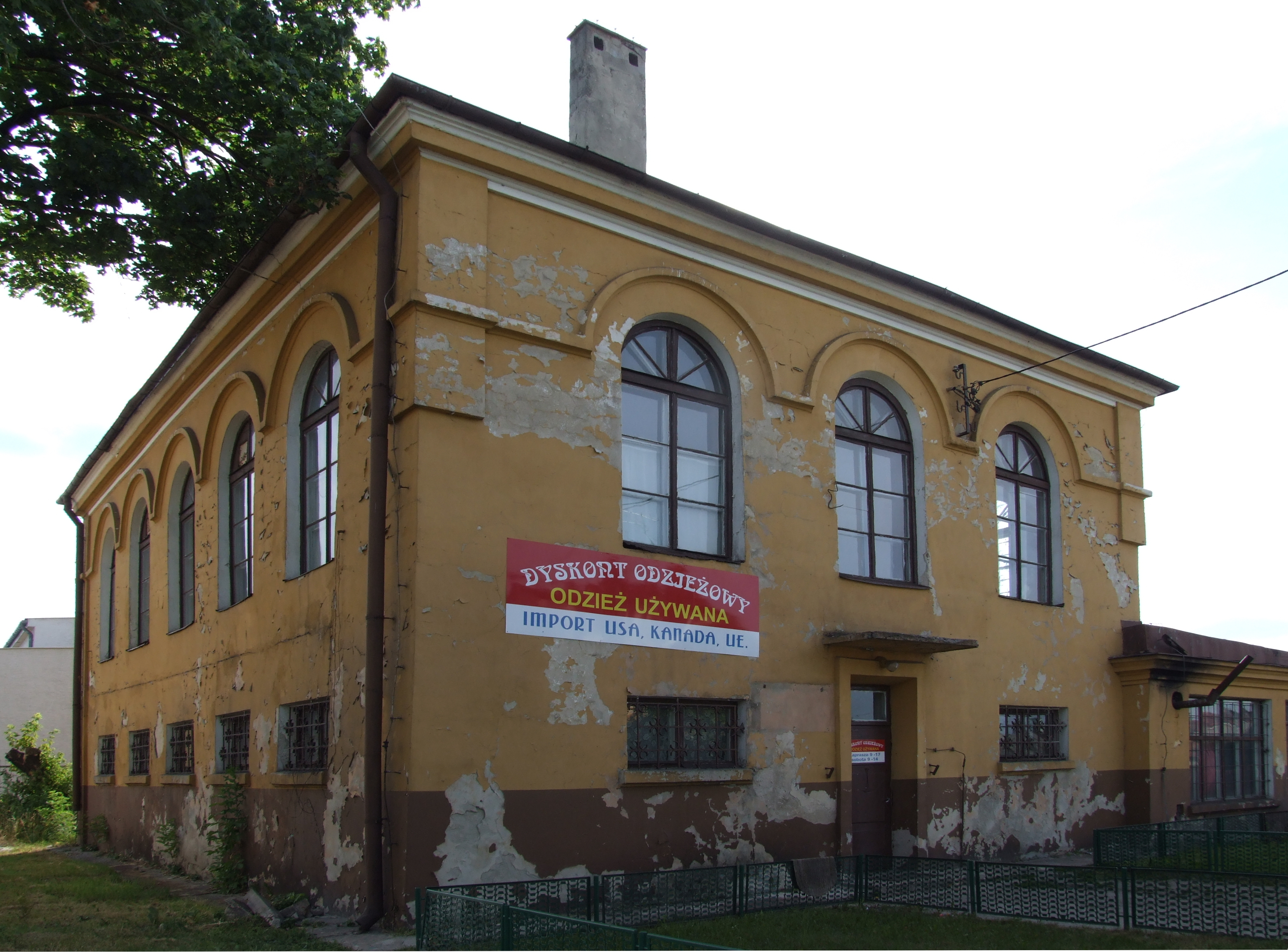
Synagoge (2006)

Die Synagoge in Parczew, einer Stadt in der polnischen Woiwodschaft Lublin, wurde in den 1870er Jahren gebaut.

## Geschichte
Das genaue Baujahr ist nicht bekannt, war aber sicher nach 1875. Das Gebäude wurde vermutlich auf dem Gelände einer älteren Synagoge, die bereits vor 1633 erbaut wurde, errichtet.
Ein Feuer im Jahre 1924 zerstörte die Synagoge nahezu, sie wurde aber umgehend wieder aufgebaut. Während der deutschen Besetzung Polens im Zweiten Weltkrieg wurde sie abermals zerstört. In den 1950er Jahren erfolgte ein weiterer Wiederaufbau und ab 1959 befand sich eine Kleiderfabrik darin. Bei diesem Aufbau ging der ursprüngliche Charakter verloren, da unter anderem eine weitere Etage eingezogen wurde und das Innere in kleinere Räume aufgeteilt wurde.

## Architektur
Die äußere Form mit dem Walmdach sind noch in ihrer ursprünglichen Form zu erkennen. Das rechteckige Gebäude misst 11,5 × 16,3 m. Wie auf den Bildern zu erkennen ist, hat es an den Längsseiten fünf und an der Seite mit dem Eingang (ziemlich sicher der Westseite) drei Fensterreihen. Im unteren Bereich sind dies kleine rechteckige Fenster bzw. Türen und hoch darüber angebracht große Rundbogenfenster.